# Dialipsis dissimilis
Dialipsis dissimilis är en stekelart som beskrevs av Dasch 1992. Dialipsis dissimilis ingår i släktet Dialipsis och familjen brokparasitsteklar. Inga underarter finns listade i Catalogue of Life.